# World Rugby Sevens Challenger Series Femenino 2023
El World Rugby Sevens Challenger Series Femenino 2023 fue la segunda temporada del circuito de selecciones nacionales masculinas de rugby 7.
El campeón del circuito clasificó a la SVNS 2023-24.

## Calendario
| Torneo                   | Estadio           | Ciudad       | Fecha                  | Campeón   |
| ------------------------ | ----------------- | ------------ | ---------------------- | --------- |
| Seven de Stellenbosch I  | Markotter Stadium | Stellenbosch | 20-22 de abril de 2023 | Sudáfrica |
| Seven de Stellenbosch II | Markotter Stadium | Stellenbosch | 28-30 de abril de 2023 | Sudáfrica |

## Clasificación
África (Africa Cup Sevens Femenino 2022)
- Madagascar
- Sudáfrica

Asia (Asian Sevens Series Femenino 2022)
- China
- Hong Kong
- Tailandia

Europa (Rugby Europe Women's Sevens 2022)
- Bélgica
- República Checa
- Polonia

Oceanía (Oceania Women's Sevens Championship 2022)
- Papúa Nueva Guinea

Norteamérica (Rugby Americas North Sevens Femenino 2022)
- México

Sudamérica (Seven Sudamericano Femenino 2022 y Juegos Suramericanos)
- Colombia
- Paraguay

## Tabla de posiciones
| Pos | País               | RSA-1 | RSA-2 | Puntos |
| --- | ------------------ | ----- | ----- | ------ |
| 1   | Sudáfrica          | 20    | 20    | 40     |
| 2   | Bélgica            | 18    | 18    | 36     |
| 3   | China              | 16    | 16    | 32     |
| 4   | Polonia            | 14    | 12    | 26     |
| 5   | República Checa    | 12    | 14    | 26     |
| 6   | Tailandia          | 10    | 4     | 14     |
| 7   | Hong Kong          | 4     | 10    | 14     |
| 8   | Colombia           | 6     | 8     | 14     |
| 9   | Madagascar         | 8     | 3     | 11     |
| 10  | Paraguay           | 1     | 6     | 7      |
| 11  | México             | 3     | 1     | 4      |
| 12  | Papúa Nueva Guinea | 2     | 2     | 4      |

|  | Campeón, clasifica a la SVNS 2023-24. |

| Bandera de Sudáfrica |
| Campeón Sudáfrica    |
| Primer título        |